# Diogenes paracristimanus
Diogenes paracristimanus is een tienpotigensoort uit de familie van de Diogenidae. De wetenschappelijke naam van de soort is voor het eerst geldig gepubliceerd in 1977 door Wang & Dong.